# 广州华商学院
广州华商学院（Guangzhou Huashang College）位于中国广东省，是经教育部批准设立的本科民办普通高等学校，学校前身为广东财经大学华商学院。学校现有两个校区，分别位于广州市增城区和肇庆四会市。

## 历史
2006年，广东商学院华商学院成立，属广东商学院校外独立学院。
2013年，因广东商学院更名为广东财经大学，学校更名为“广东财经大学华商学院”。
2020年12月，学校正式获批转设为独立建制的民办普通高等学校，并更名为广州华商学院。
2021年，获批硕士学位授予立项建设单位。

## 机构设置
广州华商学院设有二级学院和教学部。
- 健康医学院
- 文学院
- 传播与传媒学院
- 创意与设计学院
- 外国语学院
- 教师教育学院
- 金融学院
- 经济贸易学院
- 管理学院
- 数据科学学院
- 创新创业学院
- 体育部
- 马克思主义学院
- 继续教育学院
- 国际学院
- 广东华商金融科技研究院
- 华商经济社会研究院